# Antonia Ferrín Moreiras
Antonia Ferrín Moreiras (Ourense, 13 de maig de 1914 - Santiago de Compostel·la, 6 d'agost de 2009) va ser una matemàtica, professora i astrònoma gallega.

## Biografia
Filla d'un mestre de matemàtiques, el 1920 es van traslladar amb la família a Santiago de Compostel·la. Va estudiar el batxillerat en l'IES Rosalía de Castro (antic Institut Arquebisbe Xelmírez); i el 1930 es va matricular a la Facultat de Ciències de la Universitat de Santiago (USC). Va obtenir la llicenciatura en química, l'única que en aquell moment s'impartia, i a més, el títol de mestra. Finalitzada la seva formació acadèmica, va començar a treballar, el 1934, com a professora ajudant de Física i de Matemàtiques en aquella Facultat —una de les sis dones a fer-ho en aquell moment—, i com a professora de Ciències a l'Institut de Batxillerat on havia estudiat. A més, va seguir estudiant i es va matricular a Farmàcia al mateix temps que feia els dos cursos de Ciències exactes que s'impartien aleshores a la Universitat de Santiago.
El 1937, pel seu posicionament polític, és sancionada i apartada de la docència de la USC, igual que altres 45 professors, entre els quals Enrique Rajoy Leloup, Fernando Calvet, Isidro Parga Pondal, Francisco Fernández del Riego. El 1940, revisat el seu procés, es va cancel·lar la pena i va poder incorporar-se de nou a la docència universitària. Va reprendre les classes a la Facultat de Ciències, però no a l'institut.

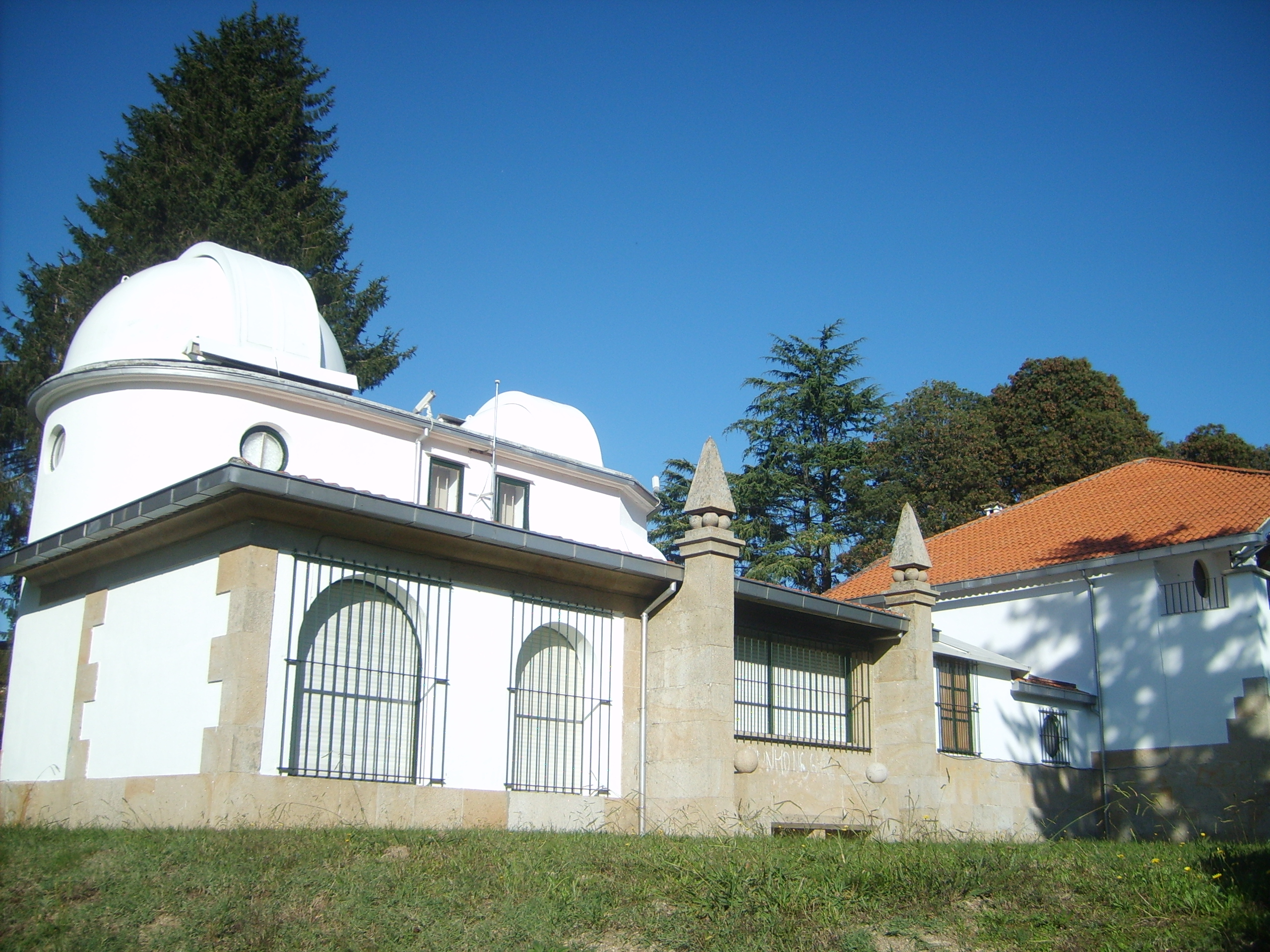
Observatori Ramón María Aller Ulloa de la USC

En aquests anys coneix Ramón María Aller, i s'interessa en l'astronomia. Així, treballa amb ell a l'Observatori Astronòmic de la Universitat de Santiago, i van publicar els seus estudis en diferents revistes d'astronomia. El 1950 es va llicenciar, com a alumna lliure de Ciències Exactes, a la Universitat Central de Madrid. Aquest mateix any el Consell Superior d'Investigacions Científiques li va concedir una beca per fer tasques de recerca a l'Observatorio Astronómico de Santiago, beca que el 1952 es va transformar en un lloc d'ajudant de recerca. El 1953 guanya una càtedra, per oposició, a l'Escola de Magisteri de Santander.
El 1957, en crear-se la secció de matemàtiques de la Facultat de Ciències de la USC, Antonia Ferrín es va convertir en la seva primera professora. Va impartir nombroses matèries i participar activament en els primers anys de vida del centre, fins al 1963. Durant aquesta època va continuar investigant sota la direcció de Ramón María Aller que, al costat de Vidal Abascal, la van animar i van ajudar a realitzar, per lliure, els cursos de doctorat a la llavors Universidad Central de Madrid (actualment la Universitat Complutense). Fruit d'aquest esforç va ser la lectura de la seva tesi doctoral el 1963 sota el títol Observacions de passos per dos verticals, sent la primera tesi sobre matemàtica, escrita per un ciutadà gallec. Aquest mateix any va ser nomenada catedràtica de matemàtiques a l'escola de magisteri Santa Maria de Madrid i va abandonar Santiago per exercir les seves funcions allà.
En aquest any marxa a Madrid per convertir-se en catedràtica de Matemàtica, en la diplomatura de la "Escola de Magisteri Isabel la Catòlica", d'aquesta ciutat; on també va ser «secretària accidental». Però aviat passa a la Facultat de Matemàtica, de la Universitat Complutense, on faria classes d'astronomia, durant uns vint anys, fins a la seva jubilació el 1984.
El 2004, es va traslladar a Santiago de Compostel·la, per motius de salut. Va morir l'agost de 2009 als 95 anys.